# Ernie McCoy
 Ernie McCoy  (Ernest Musser. Reading (Pennsilvània), 19 de febrer del 1921 - 4 de febrer de 2001) va ser un pilot estatunidenc de curses automobilístiques.
McCoy va córrer a la Champ Car a les temporades 1953-1954 incloent-hi la cursa de les 500 milles d'Indianapolis d'aquests anys. Va morir el 4 de febrer del 2001.

## Resultats a la Indy 500
| Any    | Cotxe  | Sortida | Vel. mitja | Ranking | Final  | Voltes | V. líder | Retirat    |
| ------ | ------ | ------- | ---------- | ------- | ------ | ------ | -------- | ---------- |
| 1953   | 12     | 20      | 135.926    | 22      | 8      | 200    | 0        | Va acabar  |
| 1954   | 32     | 20      | 138.419    | 16      | 16     | 194    | 0        | A 6 voltes |
| Totals | Totals | Totals  | Totals     | Totals  | Totals | 394    | 0        |            |

| Curses       | 2 |
| Poles        | 0 |
| Voltes líder | 0 |
| Victòries    | 0 |
| Top 5        | 0 |
| Top 10       | 1 |
| Retirades    | 0 |

## A la F1
El Gran Premi d'Indianapolis 500 va formar part del calendari del campionat del món de la Fórmula 1 entre les temporades 1950 a la 1960.
Els pilots que competien a la Indy durant aquests anys també eren comptabilitats pel campionat de la F1.
Ernie McCoy va participar en 2 curses de F1, debutant al Gran Premi d'Indianapolis 500 del 1953.

### Palmarès a la F1
- Participacions: 2
- Poles: 0
- Voltes Ràpides: 0
- Victòries: 0
- Pòdiums: 0
- Punts vàlids per la F1: 0